# 블로우백 (2000년 영화)
블로우백(Blowback)은 미국에서 제작된 마크 L. 레스터 감독의 2000년 스릴러 영화이다. 제임스 레마 등이 주연으로 출연하였고 데이너 두보브스키 등이 제작에 참여하였다.

## 출연

### 주연
- 제임스 레마
- 마리오 반 피블스

### 조연
- 레슬리 제멕키스

## 제작진
- 의상: 아를렌 카스틸로